# Martiri di Guernsey

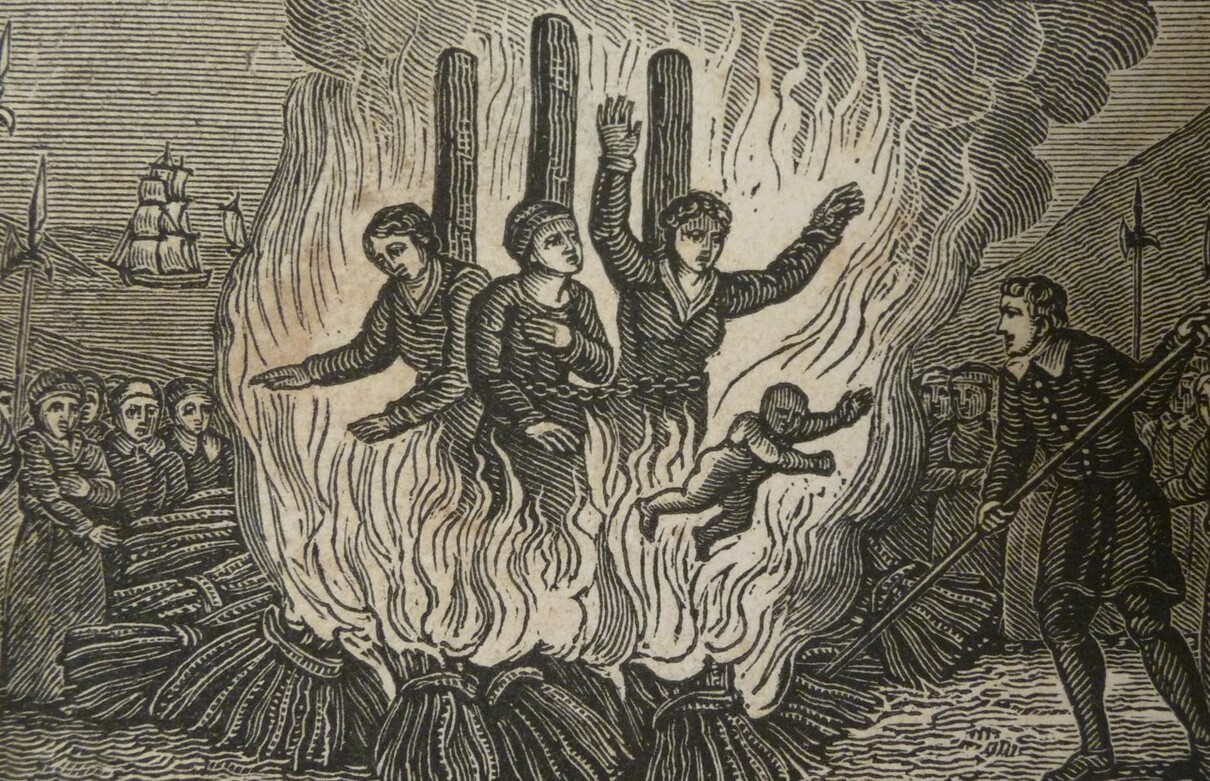
Le tre martiri di Guernsey

Con il termine martiri di Guernsey (in inglese: Guernsey Martyrs) si fa riferimento a tre donne, Katherine Cauché (o Cawches) e le sue figlie Guillemine Gilbert e Perotine Massey, mandate al rogo il 19 luglio 1556 a Castle Cornet, sull'isola britannica di Guernsey, per eresia o per il loro credo protestante in seno alle persecuzioni cattoliche sotto il regno di Maria I Tudor.

## Le tre martiri
Catherine Cauchés, vedova, era la figlia di Pierre Cauchés, di St Martin's.
Si suppone che fosse stata sposata due volte, una con un uomo che di cognome faceva Guilbert e dal quale aveva avuto Guillemine, e un'altra con un uomo di cognome Massey, dal quale aveva avuto Perotine; oppure più probabilmente le figlie portavano i nomi dei rispettivi mariti, come d'uso in Inghilterra. 

## Antefatti
Nel corso del XVI secolo, la popolazione dell'isola di Guernsey, isola sulla Manica situata tra l'Inghilterra e la Francia, era divisa tra chi aderiva alla fede cattolica e chi al nuovo credo protestante. Ciò portò a feroci persecuzioni ordinate dalla regina Maria I Tudor nei confronti di chi aderiva al nuovo credo.

## I fatti
Inizialmente le tre donne furono accusate di furto, accusa che poi si rivelò falsa.
Questo capo d'accusa pendette sul capo delle tre donne, in quanto Perotine Massey, figlia di Catherine Cauché, aveva ricevuto da una vicina di casa, Vincente Gosset, una coppa d'argento, che quest'ultima, condotta a processo il 27 marzo 1556, aveva confessato di aver rubato a  Nicholas le Couronnez. Ne conseguì una perquisizione nella casa di Catherine Cauché, durante la quale il constable Nicholas Carey rinvenne del vasellame in peltro: reputandolo di dubbia provenienza decise di arrestare la Cauché e le sue due figlie.
Dall'accusa furono però prosciolte il 5 giugno dello stesso anno, grazie alle testimonianze dei vicini, che parlarono di loro come di tre persone che avevano sempre vissuto onestamente. Del furto fu perciò condannata soltanto la Gosset.
Il 14 luglio 1556, le tre donne furono però nuovamente mandate sotto processo, con un mandato emesso dal dean Jacques Amy, stavolta con l'accusa di eresia, dato che a loro veniva imputato di non partecipare alle funzioni religiose.
Il giorno seguente fu emessa la sentenza da parte della corte presieduta dal balivo Hellier Gosselin e da dodici giurati, Thomas de Vic, Pierre Martin, Nicolas Careye, Jean Blondel, Nicolas de Lisle, Jean le Marchant, Jean Le Feyver, Pierre Bonamy, Nicholas Martin e Jean de la Marche. Nella sentenza si lesse "ils ont estey aprouvez heretiques", ovvero le tre donne furono riconosciute colpevoli di eresia e, per questo, motivo furono condannate al rogo e i loro beni furono requisiti dalla Corona.

## Conseguenze

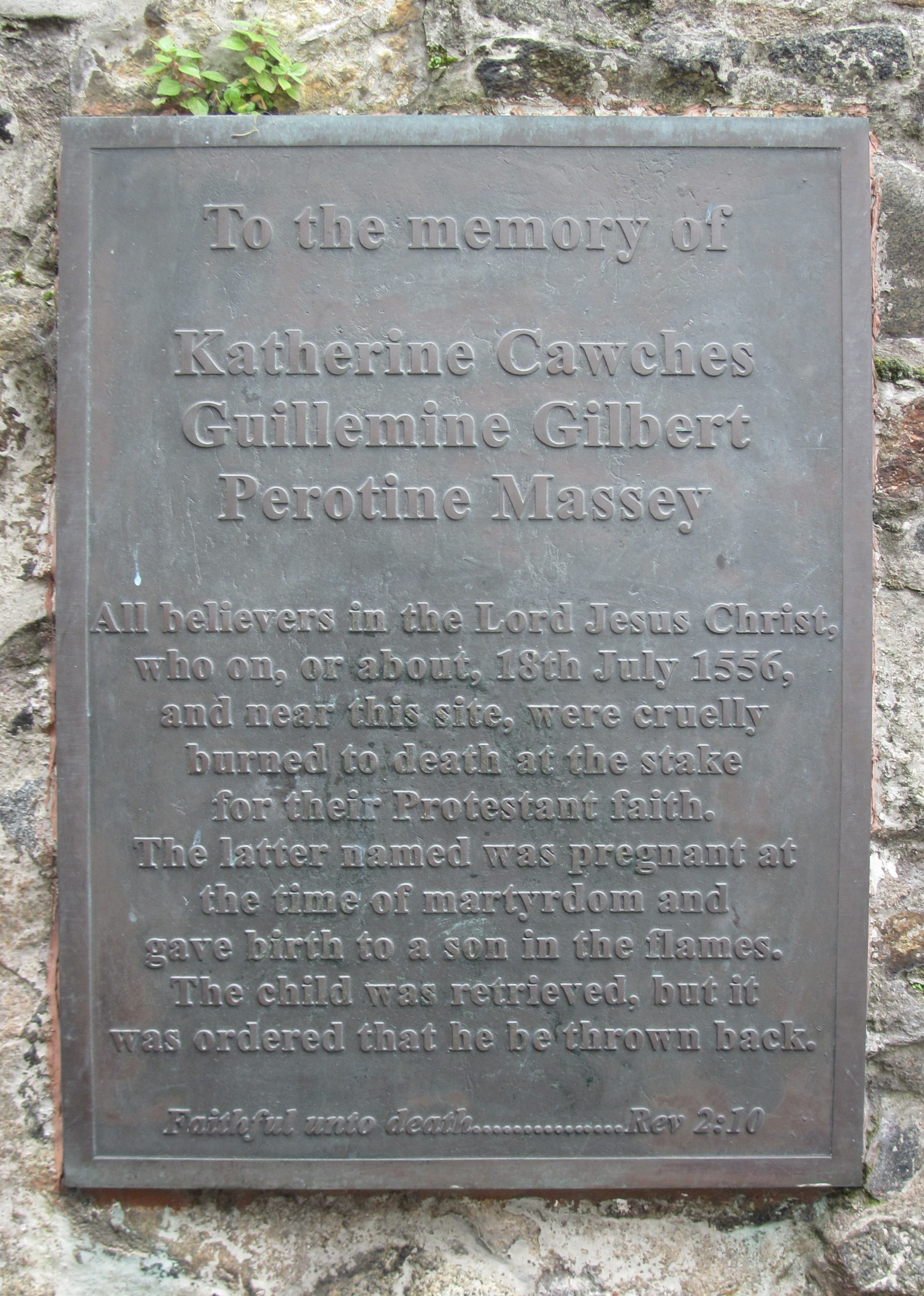
La stele commemorativa in ricordo delle tre martiri di Guernsey

Sei anni dopo i fatti, quando a Maria I era succeduta al trono la sorella Elisabetta, il fratello di 
Catherine Cauchés, Matthew Cauchés, presentò una petizione alla sovrana affinché venisse riabilitata la memoria delle tre donne.
La sovrana, dopo aver esaminato il caso, decise di punire coloro che avevano pronunciato l'ingiusta condanna.

## La memoria
Il 24 aprile 1999, fu eretta una stele commemorativa in ricordo delle tre martiri  lungo le Tower Hill Steps, nel capoluogo di Guernsey St Peter Port.